# Флойд (округ, Техас)
Шаблон:StateAbbr_ 34°04′ пн. ш. 101°18′ зх. д. / 34.07° пн. ш. 101.3° зх. д.
Округ Флойд (англ. Floyd County) — округ (графство) у штаті Техас, США. Ідентифікатор округу 48153.

## Історія
Округ утворений 1876 року.

## Демографія
За даними перепису 2000 року загальне населення округу становило 7771 осіб, зокрема міського населення було 3697, а сільського — 4074. Серед мешканців округу чоловіків було 3761, а жінок — 4010. В окрузі було 2730 домогосподарств, 2111 родин, які мешкали в 3221 будинках. Середній розмір родини становив 3,26.
Віковий розподіл населення поданий у таблиці:
| Стать    | До 15 років | 15-21 | 22-29 | 30-39 | 40-49 | 50-65 | 65-85 | Понад 85 |
| -------- | ----------- | ----- | ----- | ----- | ----- | ----- | ----- | -------- |
| Чоловіки | 1019        | 384   | 323   | 481   | 511   | 534   | 462   | 47       |
| Жінки    | 980         | 402   | 336   | 506   | 478   | 561   | 606   | 141      |

## Суміжні округи
- Бриско — північ
- Мотлі — схід
- Дікенс — південний схід
- Кросбі — південь
- Лаббок — південний захід
- Гейл — захід
- Свішер — північний захід

## Виноски
1. ↑  U.S. Decennial Census. United States Census Bureau. Архів оригіналу за 26 квітня 2015. Процитовано 26 квітня 2015.
2. ↑  Texas Almanac: Population History of Counties from 1850–2010 (PDF). Texas Almanac. Процитовано 26 квітня 2015.
3. ↑  State & County QuickFacts. United States Census Bureau. Архів оригіналу за 18 жовтня 2011. Процитовано 16 грудня 2013. [Архівовано 2011-10-18 у Wayback Machine.](англ.) Наведено за англійською вікіпедією.
4. ↑  American FactFinder. Бюро перепису населення США. Архів оригіналу за 26 лютого 2012. Процитовано 31 січня 2008. [Архівовано 2008-05-21 у Wayback Machine.]

| США | Це незавершена стаття з географії США. Ви можете допомогти проєкту, виправивши або дописавши її. |